# Ал-Хилал
Ал-Хилал (на арабски: نادي الهلال السعودي لكرة القدم) е футболен клуб от столицата Рияд, Саудитска Арабия. Клубът е спечелил най-много купи от всички саудитски тимове, официално 45 от създаването си през 1957. Играе на стадион „Университетски стадион Крал Сауд“ с капацитет 25 000 зрители.
Известният бразилски футболист Ривелиньо играе за Ал-Хилал от 1978 до 1981.

## История
Клубът е основан на 15 октомври 1957 година и отначало е носил името El-Olympy („Олимпийски клуб“), само че на 3 декември 1958 година, по указ на тогавашния крал Сауд, сменя името на „Ал-Хилал“, което на арабски означава „полумесец“.

## Успехи

### Национални
- Премиер Лига:
  -  Шампион (19): 1976/77, 1978/79, 1984/85, 1985/86, 1987/88, 1989/90, 1995/96, 1997/98, 2001/02, 2004/05, 2007/08, 2009/10, 2010/11, 2016/17, 2017/18, 2019/20, 2020/21, 2021/22, 2023/24
  -  Сребърен медалист (6): 2004/05, 2008/09, 2012/13, 2013/14, 2015/16, 2018/19
  -  Бронзов медалист (2): 2011/12, 2014/15
- Купа на Краля на Саудитска Арабия:
  -  Носител (8): 1960/61, 1963/64, 1979/80, 1981/82, 1983/84, 1988/89, 2015, 2017
- Купа на наследника на принца на Саудитска Арабия
  -  Носител (13): 1963/64, 1994/95, 1999/00, 2002/03, 2004/05, 2005/06, 2007/08, 2008/09, 2009/10, 2010/11, 2011/12, 2012/13, 2015/16
- Купа на Саудитската федерация по футбол
  -  Носител (7): 1986/87, 1989/90, 1992/93, 1995/96, 1999/00, 2004/05, 2005/06
- Суперкупа на Саудитска Арабия
  -  Носител (2): 2015, 2018

### Международни
- Шампионска лига на АФК
  -  Носител (3): 1991/1992, 1999/2000, 2019
  -  Финалист (2): 1985/86, 1986/87
  - Трето място (1): 1997/98
- Азиатска Купа на Носителите на Купи
  -  Носител (2):' 1997, 2002
- Суперкупа на Азия
  -  Носител (2): 1997, 2000
  -  Финалист (1): 2002
- Арабска купа на шампионите
  -  Носител (2): 1994, 1995
  -  Финалист (2): 1989, 2019
- Арабска купа на Носителите на Купи
  -  Носител (1):' 2000/01
- Арабска суперкупа
  -  Носител (1):' 2001
  -  Финалист (2): 1992, 1995
- Саудитско-Египетска суперкупа
  -  Носител (1):' 2001
- Клубна купа на шампионите на Персийския залив
  -  Носител (2): 1986, 1998
  -  Сребърен медалист (2): 1987, 1992
- Световно клубно първенство
  - 1/2 финалист (1) 2019
- Афро-Азиатски клубен шампионат
- Сребърен медал (1): 1992

## Настоящ състав
- 1  GK Мохамед Ал-Деая
- 2  DF Абдулазиз Ал-Абдулсалам
- 3  DF Марсело Таварес
- 5  MF Абдулатиф Ал-Ганам
- 6  MF Халед Азиз
- 8  MF Родригао
- 9  FW Сами Ал-Джабер [К]
- 10  MF Мохамад Ал-Шалхуб
- 11  MF Науаф Ал-Темят
- 12  DF Саад Ал Тайб
- 13  MF Омар Ал-Гамди
- 14  MF Тарик Ел-Таиб
- 15  DF Калед Ал Ангари
- 16  DF Абдулазиз Ал-Хлайел
- 17  DF Фад Ал-Мофариж
- 18  FW Ахмед Ал-Сваилех
- 19  DF Абдулазиз Хатран
- 20  FW Язер Ал-Катани
- 21  MF Султан Ал-Барган
- 22  GK Фахад Ал-Шамри
- 23  FW Бадер Ал-Хараши
- 25  DF Мажед Ал-Маршеди
- 26  FW Мохамад Ал-Анбар
- 28  DF Язер Ал-Яз
- 30  GK Хасан Ал-Ктеби
- 33  FW Абдула Ал-Джамаан
- 35  MF Фад Сроор
- 36  DF Ахмед Халил
- 51  FW Дамис

- 10  FW Неймар
- 9  FW Александър Митрович